# Wereldbeker zwemmen 2009
De wereldbeker zwemmen 2009 was een serie van vijf wedstrijden die gehouden werden in oktober en november 2009 in vijf verschillende steden op drie verschillende continenten. In eerste instantie stond er ook een wedstrijd op het programma in Rio de Janeiro, deze wedstrijd werd echter geschrapt. Eindwinnaars waren de Zuid-Afrikaan Cameron van der Burgh, bij de mannen, die zijn titel van 2008 wist te prolongeren, en de Amerikaanse Jessica Hardy bij de vrouwen.

## Kalender
| # | Data           | Locatie   |
| - | -------------- | --------- |
| 1 | 16/17 oktober  | Durban    |
| 2 | 6/7 november   | Moskou    |
| 3 | 10/11 november | Stockholm |
| 4 | 14/15 november | Berlijn   |
| 5 | 21/22 november | Singapore |

## Klassementen

### Mannen
| Rang   | Naam                  | Nationaliteit    | Punten (Bonuspunten) | Punten (Bonuspunten) | Punten (Bonuspunten) | Punten (Bonuspunten) | Punten (Bonuspunten) | Totaal |
| Rang   | Naam                  | Nationaliteit    | DUR                  | MOS                  | STO                  | BER                  | SIN                  | Totaal |
| ------ | --------------------- | ---------------- | -------------------- | -------------------- | -------------------- | -------------------- | -------------------- | ------ |
| Goud   | Cameron van der Burgh | Zuid-Afrika      | 16                   | 25                   | 25                   | 25 (40)              | 32                   | 163    |
| Zilver | Roland Schoeman       | Zuid-Afrika      | 25                   | 20                   | 16                   | 20                   | 50                   | 131    |
| Brons  | Peter Marshall        | Verenigde Staten | 20 (20)              | 7                    | 13 (20)              |                      | 26 (20)              | 126    |
| 4      | Arkadi Vjatsjanin     | Rusland          | 1                    | 3                    | 3                    | 13 (20)              | 40                   | 80     |
| 5      | Jevgeni Korotysjkin   | Rusland          |                      | 13 (20)              |                      | 5 (20)               |                      | 58     |
| 6      | Paul Biedermann       | Duitsland        |                      |                      |                      | 10 (40)              |                      | 50     |
| 7      | Felipe França         | Brazilië         |                      |                      | 20                   | 7                    | 20                   | 47     |
| 8      | Steffen Deibler       | Duitsland        | 10                   |                      |                      | 16 (20)              |                      | 46     |
| 9      | Sergej Fesikov        | Rusland          | 7                    | 10                   |                      | 3 (20)               |                      | 40     |
| 10     | George Du Rand        | Zuid-Afrika      | 3                    | 16 (20)              |                      |                      |                      | 39     |
| 11     | Kaio de Almeida       | Brazilië         |                      |                      | 10 (20)              |                      |                      | 30     |
| 11     | Neil Versfeld         | Zuid-Afrika      | 13                   |                      | 7                    |                      | 10                   | 30     |
| 13     | Darian Townsend       | Zuid-Afrika      | 5                    | 2                    | 2                    | (20)                 |                      | 29     |
| 14     | Nicholas Santos       | Brazilië         |                      |                      |                      | 1                    | 14                   | 15     |
| 15     | Markus Rogan          | Oostenrijk       | 2                    |                      | 5                    |                      |                      | 7      |
| 16     | Matt Abood            | Australië        |                      |                      |                      |                      | 6                    | 6      |
| 17     | Stanislav Donets      | Rusland          |                      | 5                    |                      |                      |                      | 5      |
| 18     | Christian Sprenger    | Australië        |                      |                      |                      |                      | 4                    | 4      |
| 19     | Gerhard Zandberg      | Zuid-Afrika      |                      |                      |                      | 2                    |                      | 2      |
| 19     | Guilherme Guido       | Brazilië         |                      |                      |                      |                      | 2                    | 2      |
| 21     | Stefan Nystrand       | Zweden           |                      |                      | 1                    |                      |                      | 1      |
| 21     | Ihor Borysyk          | Oekraïne         |                      | 1                    |                      |                      |                      | 1      |

### Vrouwen
| Rang   | Naam                  | Nationaliteit       | Punten (Bonuspunten) | Punten (Bonuspunten) | Punten (Bonuspunten) | Punten (Bonuspunten) | Punten (Bonuspunten) | Totaal |
| Rang   | Naam                  | Nationaliteit       | DUR                  | MOS                  | STO                  | BER                  | SIN                  | Totaal |
| ------ | --------------------- | ------------------- | -------------------- | -------------------- | -------------------- | -------------------- | -------------------- | ------ |
| Goud   | Jessica Hardy         | Verenigde Staten    | 20 (20)              | 25 (20)              | 20 (20)              | 25 (20)              | 40                   | 210    |
| Zilver | Therese Alshammar     | Zweden              | 25 (40)              | 13                   | 25 (20)              | 7                    | 50 (20)              | 200    |
| Brons  | Hinkelien Schreuder   | Nederland           | 13                   | 7                    | 2                    | 16 (20)              | 26                   | 84     |
| 4      | Marieke Guehrer       | Australië           | 16                   | 20 (20)              | 13                   | 10                   |                      | 79     |
| 5      | Zhao Jing             | China               |                      |                      | 16 (60)              |                      |                      | 76     |
| 6      | Shiho Sakai           | Japan               |                      |                      |                      | 20 (40)              |                      | 60     |
| 7      | Leisel Jones          | Australië           |                      | 1                    | 3                    | 13 (40)              |                      | 57     |
| 8      | Liu Zige              | China               |                      |                      | (20)                 | 5 (20)               |                      | 45     |
| 8      | Felicity Galvez       | Australië           | 10                   | 10                   | 5 (20)               |                      |                      | 45     |
| 10     | Evelyn Verrasztó      | Hongarije           |                      | 16 (20)              |                      |                      |                      | 36     |
| 11     | Kathryn Meaklim       | Zuid-Afrika         |                      |                      |                      |                      | 14 (20)              | 34     |
| 12     | Francesca Halsall     | Verenigd Koninkrijk |                      |                      | 1                    |                      | 32                   | 33     |
| 13     | Sarah Katsoulis       | Australië           |                      |                      |                      |                      | 20                   | 20     |
| 14     | Gao Chang             | China               |                      |                      | 10                   | 3                    |                      | 13     |
| 15     | Emily Seebohm         | Australië           |                      |                      |                      |                      | 10                   | 10     |
| 16     | Aya Terakawa          | Japan               |                      |                      | 7                    |                      |                      | 7      |
| 16     | Fabíola Molina        | Brazilië            | 7                    |                      |                      |                      |                      | 7      |
| 16     | Inge Dekker           | Nederland           | 3                    |                      |                      |                      | 4                    | 7      |
| 19     | Elizabeth Simmonds    | Verenigd Koninkrijk |                      |                      |                      |                      | 6                    | 6      |
| 20     | Ksenia Moskvina       | Rusland             |                      | 5                    |                      |                      |                      | 5      |
| 20     | Ranomi Kromowidjojo   | Nederland           | 5                    |                      |                      |                      |                      | 5      |
| 22     | Hanna-Maria Seppälä   | Finland             |                      | 3                    |                      |                      |                      | 3      |
| 23     | Daniela Samulski      | Duitsland           |                      |                      |                      | 2                    |                      | 2      |
| 23     | Whitney Myers         | Verenigde Staten    |                      |                      |                      |                      | 2                    | 2      |
| 23     | Rikke Møller Pedersen | Denemarken          |                      | 2                    |                      |                      |                      | 2      |
| 23     | Lara Jackson          | Verenigde Staten    | 2                    |                      |                      |                      |                      | 2      |
| 27     | Rie Kaneto            | Japan               |                      |                      |                      | 1                    |                      | 1      |
| 28     | Sarah Sjöström        | Zweden              | 1                    |                      |                      |                      |                      | 1      |

## Dagzeges

### Vrije slag

#### 50 meter
| Wedstrijd    | Mannen             | Mannen | Mannen | Vrouwen           | Vrouwen | Vrouwen |
| Wedstrijd    | Winnaar            | Land   | Tijd   | Winnaar           | Land    | Tijd    |
| ------------ | ------------------ | ------ | ------ | ----------------- | ------- | ------- |
| #1:Durban    | Stefan Nystrand    | SWE    | 21,29  | Therese Alshammar | SWE     | 23,74   |
| #2::Moskou   | Roland Schoeman    | RSA    | 20,88  | Marieke Guehrer   | AUS     | 23,95   |
| #3:Stockholm | Frédérick Bousquet | FRA    | 20,64  | Therese Alshammar | SWE     | 23,75   |
| #4:Berlijn   | Roland Schoeman    | RSA    | 20,57  | Therese Alshammar | SWE     | 23,34   |
| #5:Singapore | Nicholas Santos    | BRA    | 20,75  | Therese Alshammar | SWE     | 23,27   |

#### 100 meter
| Wedstrijd    | Mannen          | Mannen | Mannen | Vrouwen             | Vrouwen | Vrouwen |
| Wedstrijd    | Winnaar         | Land   | Tijd   | Winnaar             | Land    | Tijd    |
| ------------ | --------------- | ------ | ------ | ------------------- | ------- | ------- |
| #1:Durban    | Sergej Fesikov  | RUS    | 46,30  | Ranomi Kromowidjojo | NED     | 52,46   |
| #2::Moskou   | Sergej Fesikov  | RUS    | 45,87  | Jeanette Ottesen    | DEN     | 52,22   |
| #3:Stockholm | Stefan Nystrand | SWE    | 45,54  | Francesca Halsall   | GBR     | 51,61   |
| #4:Berlijn   | Brent Hayden    | CAN    | 45,56  | Jeanette Ottesen    | DEN     | 51,95   |
| #5:Singapore | Matt Abood      | AUS    | 45,46  | Francesca Halsall   | GBR     | 51,19   |

#### 200 meter
| Wedstrijd    | Mannen                 | Mannen | Mannen     | Vrouwen         | Vrouwen | Vrouwen |
| Wedstrijd    | Winnaar                | Land   | Tijd       | Winnaar         | Land    | Tijd    |
| ------------ | ---------------------- | ------ | ---------- | --------------- | ------- | ------- |
| #1:Durban    | Darian Townsend        | RSA    | 1.42,79    | Felicity Galvez | AUS     | 1.57,60 |
| #2::Moskou   | Aleksandr Soechoroekov | RUS    | 1.42,13    | Sarah Sjöström  | SWE     | 1.54,02 |
| #3:Stockholm | Brent Hayden           | CAN    | 1.41,65    | Coralie Balmy   | FRA     | 1.53,71 |
| #4:Berlijn   | Paul Biedermann        | GER    | 1.39,37 WR | Sarah Sjöström  | SWE     | 1.53,77 |
| #5:Singapore | Darian Townsend        | RSA    | 1.41,65    | Petra Granlund  | SWE     | 1.54,76 |

#### 400 meter
| Wedstrijd    | Mannen           | Mannen | Mannen     | Vrouwen          | Vrouwen | Vrouwen |
| Wedstrijd    | Winnaar          | Land   | Tijd       | Winnaar          | Land    | Tijd    |
| ------------ | ---------------- | ------ | ---------- | ---------------- | ------- | ------- |
| #1:Durban    | Dominik Meichtry | SUI    | 3.42,09    | Jessica Pengelly | RSA     | 4.11,62 |
| #2::Moskou   | Nikita Lobintsev | RUS    | 3.38,40    | Lotte Friis      | DEN     | 4.01,96 |
| #3:Stockholm | Mads Glæsner     | DEN    | 3.38,78    | Coralie Balmy    | FRA     | 3.57,75 |
| #4:Berlijn   | Paul Biedermann  | GER    | 3.32,77 WR | Lotte Friis      | DEN     | 4.01,21 |
| #5:Singapore | Oussama Mellouli | TUN    | 3.39,18    | Blair Evans      | AUS     | 4.02,77 |

#### 1500/800 meter
| Wedstrijd    | Mannen               | Mannen | Mannen   | Vrouwen         | Vrouwen | Vrouwen |
| Wedstrijd    | Winnaar              | Land   | Tijd     | Winnaar         | Land    | Tijd    |
| ------------ | -------------------- | ------ | -------- | --------------- | ------- | ------- |
| #1:Durban    | Heerden Herman       | RSA    | 14.49,17 | Kathryn Meaklim | RSA     | 8.29,51 |
| #2::Moskou   | Pál Joensen          | FRO    | 14.32,64 | Lotte Friis     | DEN     | 8.12,94 |
| #3:Stockholm | Federico Colbertaldo | ITA    | 14.28,35 | Lotte Friis     | DEN     | 8.07,94 |
| #4:Berlijn   | Federico Colbertaldo | ITA    | 14.29,46 | Lotte Friis     | DEN     | 8.04,61 |
| #5:Singapore | Robert Hurley        | AUS    | 14.32,47 | Blair Evans     | AUS     | 8.17,21 |

### Rugslag

#### 50 meter
| Wedstrijd    | Mannen                          | Mannen  | Mannen   | Vrouwen             | Vrouwen | Vrouwen  |
| Wedstrijd    | Winnaar                         | Land    | Tijd     | Winnaar             | Land    | Tijd     |
| ------------ | ------------------------------- | ------- | -------- | ------------------- | ------- | -------- |
| #1:Durban    | Peter Marshall                  | USA     | 22,75 WR | Hinkelien Schreuder | NED     | 26,55    |
| #2::Moskou   | Peter Marshall Stanislav Donets | USA RUS | 22,94    | Marieke Guehrer     | AUS     | 26,17 WR |
| #3:Stockholm | Peter Marshall                  | USA     | 22,73 WR | Zhao Jing           | CHN     | 25,82 WR |
| #4:Berlijn   | Gerhard Zandberg                | RSA     | 22,86    | Marieke Guehrer     | AUS     | 26,09    |
| #5:Singapore | Peter Marshall                  | USA     | 22,61 WR | Emily Seebohm       | AUS     | 26,55    |

#### 100 meter
| Wedstrijd    | Mannen            | Mannen | Mannen | Vrouwen         | Vrouwen | Vrouwen |
| Wedstrijd    | Winnaar           | Land   | Tijd   | Winnaar         | Land    | Tijd    |
| ------------ | ----------------- | ------ | ------ | --------------- | ------- | ------- |
| #1:Durban    | Peter Marshall    | USA    | 49,40  | Fabíola Molina  | BRA     | 57,77   |
| #2::Moskou   | Peter Marshall    | USA    | 49,49  | Ksenia Moskvina | RUS     | 56,66   |
| #3:Stockholm | Peter Marshall    | USA    | 49,29  | Shiho Sakai     | JPN     | 56,42   |
| #4:Berlijn   | Aschwin Wildeboer | ESP    | 49,55  | Shiho Sakai     | JPN     | 55,23   |
| #5:Singapore | Guilherme Guido   | BRA    | 49,63  | Marieke Guehrer | AUS     | 56,97   |

#### 200 meter
| Wedstrijd    | Mannen            | Mannen | Mannen     | Vrouwen            | Vrouwen | Vrouwen |
| Wedstrijd    | Winnaar           | Land   | Tijd       | Winnaar            | Land    | Tijd    |
| ------------ | ----------------- | ------ | ---------- | ------------------ | ------- | ------- |
| #1:Durban    | George Du Rand    | RSA    | 1.49,53    | Whitney Myers      | USA     | 2.07,96 |
| #2::Moskou   | George Du Rand    | RSA    | 1.47,08 WR | Daryna Zevina      | UKR     | 2.04,59 |
| #3:Stockholm | Markus Rogan      | AUT    | 1.47,64    | Elizabeth Simmonds | GBR     | 2.02,01 |
| #4:Berlijn   | Arkadi Vjatsjanin | RUS    | 1.46,11 WR | Shiho Sakai        | JPN     | 2.00,18 |
| #5:Singapore | Arkadi Vjatsjanin | RUS    | 1.46,41    | Elizabeth Simmonds | GBR     | 2.01,48 |

### Schoolslag

#### 50 meter
| Wedstrijd    | Mannen                | Mannen | Mannen   | Vrouwen       | Vrouwen | Vrouwen  |
| Wedstrijd    | Winnaar               | Land   | Tijd     | Winnaar       | Land    | Tijd     |
| ------------ | --------------------- | ------ | -------- | ------------- | ------- | -------- |
| #1:Durban    | Roland Schoeman       | RSA    | 25,90    | Jessica Hardy | USA     | 29,45 WR |
| #2::Moskou   | Cameron van der Burgh | RSA    | 25,58    | Jessica Hardy | USA     | 29,36 WR |
| #3:Stockholm | Cameron van der Burgh | RSA    | 25,68    | Jessica Hardy | USA     | 29,29    |
| #4:Berlijn   | Cameron van der Burgh | RSA    | 25,25 WR | Jessica Hardy | USA     | 28,80 WR |
| #5:Singapore | Roland Schoeman       | RSA    | 25,58    | Jessica Hardy | USA     | 29,09    |

#### 100 meter
| Wedstrijd    | Mannen                | Mannen | Mannen   | Vrouwen         | Vrouwen | Vrouwen    |
| Wedstrijd    | Winnaar               | Land   | Tijd     | Winnaar         | Land    | Tijd       |
| ------------ | --------------------- | ------ | -------- | --------------- | ------- | ---------- |
| #1:Durban    | Cameron van der Burgh | RSA    | 56,60    | Jessica Hardy   | USA     | 1.04,15    |
| #2::Moskou   | Cameron van der Burgh | RSA    | 56,36    | Jessica Hardy   | USA     | 1.03,75    |
| #3:Stockholm | Cameron van der Burgh | RSA    | 56,17    | Leisel Jones    | AUS     | 1.03,74    |
| #4:Berlijn   | Cameron van der Burgh | RSA    | 55,61 WR | Leisel Jones    | AUS     | 1.03,00 WR |
| #5:Singapore | Cameron van der Burgh | RSA    | 56,25    | Sarah Katsoulis | AUS     | 1.03,73    |

#### 200 meter
| Wedstrijd    | Mannen             | Mannen | Mannen  | Vrouwen               | Vrouwen | Vrouwen    |
| Wedstrijd    | Winnaar            | Land   | Tijd    | Winnaar               | Land    | Tijd       |
| ------------ | ------------------ | ------ | ------- | --------------------- | ------- | ---------- |
| #1:Durban    | Neil Versfeld      | RSA    | 2.03,35 | Nađa Higl             | SRB     | 2.20,41    |
| #2::Moskou   | Neil Versfeld      | RSA    | 2.04,15 | Rikke Møller Pedersen | DEN     | 2.19,58    |
| #3:Stockholm | Neil Versfeld      | RSA    | 2.02,67 | Nađa Higl             | SRB     | 2.18,54    |
| #4:Berlijn   | Melquiades Álvarez | ESP    | 2.02,67 | Leisel Jones          | AUS     | 2.15,42 WR |
| #5:Singapore | Christian Sprenger | AUS    | 2.02,65 | Kathryn Meaklim       | RSA     | 2.20,52    |

### Vlinderslag

#### 50 meter
| Wedstrijd    | Mannen          | Mannen | Mannen   | Vrouwen           | Vrouwen | Vrouwen  |
| Wedstrijd    | Winnaar         | Land   | Tijd     | Winnaar           | Land    | Tijd     |
| ------------ | --------------- | ------ | -------- | ----------------- | ------- | -------- |
| #1:Durban    | Roland Schoeman | RSA    | 22,32    | Therese Alshammar | SWE     | 24,75 WR |
| #2::Moskou   | Roland Schoeman | RSA    | 22,33    | Therese Alshammar | SWE     | 25,10    |
| #3:Stockholm | Roland Schoeman | RSA    | 22,08    | Therese Alshammar | SWE     | 24,46 WR |
| #4:Berlijn   | Steffen Deibler | GER    | 21,80 WR | Marieke Guehrer   | AUS     | 24,69    |
| #5:Singapore | Nicholas Santos | BRA    | 22,16    | Therese Alshammar | SWE     | 24,38 WR |

#### 100 meter
| Wedstrijd    | Mannen              | Mannen | Mannen   | Vrouwen           | Vrouwen | Vrouwen  |
| Wedstrijd    | Winnaar             | Land   | Tijd     | Winnaar           | Land    | Tijd     |
| ------------ | ------------------- | ------ | -------- | ----------------- | ------- | -------- |
| #1:Durban    | Jevgeni Korotysjkin | RUS    | 50,23    | Therese Alshammar | SWE     | 56,12    |
| #2::Moskou   | Jevgeni Korotysjkin | RUS    | 48,99 WR | Felicity Galvez   | AUS     | 55,82    |
| #3:Stockholm | Kaio de Almeida     | BRA    | 49,44    | Felicity Galvez   | AUS     | 55,46 WR |
| #4:Berlijn   | Jevgeni Korotysjkin | RUS    | 48,48 WR | Felicity Galvez   | AUS     | 55,62    |
| #5:Singapore | Mitchell Patterson  | AUS    | 49,51    | Felicity Galvez   | AUS     | 56,07    |

#### 200 meter
| Wedstrijd    | Mannen            | Mannen | Mannen     | Vrouwen           | Vrouwen | Vrouwen    |
| Wedstrijd    | Winnaar           | Land   | Tijd       | Winnaar           | Land    | Tijd       |
| ------------ | ----------------- | ------ | ---------- | ----------------- | ------- | ---------- |
| #1:Durban    | Chad Le Clos      | RSA    | 1.54,45    | Felicity Galvez   | AUS     | 2.05,55    |
| #2::Moskou   | Nikolaj Skvortsov | RUS    | 1.51,30    | Joanna Maranhão   | BRA     | 2.04,01    |
| #3:Stockholm | Kaio de Almeida   | BRA    | 1.49,11 WR | Liu Zige          | CHN     | 2.02,50 WR |
| #4:Berlijn   | Nikolaj Skvortsov | RUS    | 1.50,58    | Liu Zige          | CHN     | 2.00,78 WR |
| #5:Singapore | Kazuya Kaneda     | JPN    | 1.51,54    | Jessicah Schipper | AUS     | 2.03,27    |

### Wisselslag

#### 100 meter
| Wedstrijd    | Mannen           | Mannen | Mannen | Vrouwen             | Vrouwen | Vrouwen  |
| Wedstrijd    | Winnaar          | Land   | Tijd   | Winnaar             | Land    | Tijd     |
| ------------ | ---------------- | ------ | ------ | ------------------- | ------- | -------- |
| #1:Durban    | Sergej Fesikov   | RUS    | 51,96  | Jessica Hardy       | USA     | 59,93    |
| #2::Moskou   | Sergej Fesikov   | RUS    | 51,45  | Hinkelien Schreuder | NED     | 58,88    |
| #3:Stockholm | Gerhard Zandberg | RSA    | 51,77  | Zhao Jing           | CHN     | 58,40 WR |
| #4:Berlijn   | Sergej Fesikov   | RUS    | 50,96  | Hinkelien Schreuder | NED     | 57,74 WR |
| #5:Singapore | Darian Townsend  | RSA    | 52,11  | Hinkelien Schreuder | NED     | 58,32    |

#### 200 meter
| Wedstrijd    | Mannen          | Mannen | Mannen     | Vrouwen          | Vrouwen | Vrouwen    |
| Wedstrijd    | Winnaar         | Land   | Tijd       | Winnaar          | Land    | Tijd       |
| ------------ | --------------- | ------ | ---------- | ---------------- | ------- | ---------- |
| #1:Durban    | Darian Townsend | RSA    | 1.53,13    | Whitney Myers    | USA     | 2.09,10    |
| #2::Moskou   | Darian Townsend | RSA    | 1.52,93    | Evelyn Verrasztó | HUN     | 2.06,01 WR |
| #3:Stockholm | Darian Townsend | RSA    | 1.51,79    | Mireia Belmonte  | ESP     | 2.06,44    |
| #4:Berlijn   | Darian Townsend | RSA    | 1.51,55 WR | Li Jiaxing       | CHN     | 2.07,34    |
| #5:Singapore | Darian Townsend | RSA    | 1.52,49    | Whitney Myers    | USA     | 2.06,20    |

#### 400 meter
| Wedstrijd    | Mannen           | Mannen | Mannen  | Vrouwen         | Vrouwen | Vrouwen    |
| Wedstrijd    | Winnaar          | Land   | Tijd    | Winnaar         | Land    | Tijd       |
| ------------ | ---------------- | ------ | ------- | --------------- | ------- | ---------- |
| #1:Durban    | Chad Le Clos     | RSA    | 4.05,04 | Kathryn Meaklim | RSA     | 4.30,53    |
| #2::Moskou   | David Verrasztó  | HUN    | 4.03,45 | Joanna Maranhão | BRA     | 4.26,98    |
| #3:Stockholm | Joseph Roebuck   | GBR    | 4.03,29 | Mireia Belmonte | ESP     | 4.26,40    |
| #4:Berlijn   | Chad Le Clos     | RSA    | 4.05,04 | Tanya Hunks     | CAN     | 4.30,52    |
| #5:Singapore | Oussama Mellouli | TUN    | 4.05,79 | Kathryn Meaklim | RSA     | 4.22,88 WR |